# レッする!アイドル
『レッする!アイドル』は、武礼堂による漫画である。単行本全4巻。2007年より、『コミックヴァルキリー』（キルタイムコミュニケーション）にて連載された。

## ストーリー
期待の新人アイドルの天神真紀は、所属事務所が借金をしたことにより地下格闘技団体に参加させられ、格闘技に身を投じることになる。

## 登場人物
天神真紀
女子高生アイドルとして期待の新人だったが、強引に地下格闘技団体「ヴァルハラ・ガーデン（略称V・G）に参加させられてしまう。しかし、相手を昇天させるという技を使う。会長曰くエロい。ロッコに敗れた後にアメリカに行き、さらに技をみがいた。
アンナ
「ヴァルハラのガラガラ蛇」の異名を持つV・Gの悪役レスラー。天神の最初に戦った相手。戦い方は、東のデビュー戦で相手の裸を晒して観客からはブーイングを浴びせられるほどのため、評判はよくない。

## 用語
V・G（ヴァルハラ・ガーデン）
地下格闘技団体。会長が強さを証明するために立ち上げた。

## 単行本
- 1巻 2007年9月3日発行 ISBN 978-4-86032-437-7
- 2巻 2008年2月7日発行 ISBN 978-4-86032-524-4
- 3巻 2008年11月7日発行 ISBN 978-4-86032-657-9
- 4巻 2009年11月26日発行 ISBN 978-4-86032-844-3